# My Stealthy Freedom
My Stealthy Freedom är namnet på en internetbaserad aktivistisk rörelse som protesterar mot att det i Iran är obligatoriskt för kvinnor att bära hijab. Proteströrelsen startades 2014 av Masih Alinejad, en iranskfödd journalist och aktivist boende i Storbritannien.  och USA. På Facebooksidan My Stealthy Freedom uppmanas iranska kvinnor att lägga upp bilder på sig själva utan hijab. Vid slutet av 2016 hade sidan över en miljon gillningar. 